# Lerdo de Tejada, Lerdo de Tejada
Lerdo de Tejada är en ort i Mexiko.   Den ligger i kommunen Lerdo de Tejada och delstaten Veracruz, i den sydöstra delen av landet, 400 km öster om huvudstaden Mexico City. Lerdo de Tejada ligger 9 meter över havet och antalet invånare är 18 941.
Terrängen runt Lerdo de Tejada är platt. Runt Lerdo de Tejada är det ganska tätbefolkat, med 83 invånare per kvadratkilometer. Lerdo de Tejada är det största samhället i trakten. Omgivningarna runt Lerdo de Tejada är en mosaik av jordbruksmark och naturlig växtlighet.